# 生活 (教科)
生活（せいかつ）とは、1989年（平成元年）に改訂、1992年度（平成4年度）から施行された学習指導要領より小学校第1学年および第2学年に設置された教科である。

## 歴史
戦後、新制小学校が開始されてから、かなり初期の段階で既に「社会科と低学年とのかかわり」が官庁と教育関係者の間で議論されてきた。
正式に「生活」が教科としてスタートする以前、新潟県の上越市立大手町小学校が1977年（昭和52年）度から複数回にわたり文部大臣指定研究開発学校として指定を受け、「生活科」について実験的授業を長期にわたり実施した。
この知見を踏まえて1984年（昭和59年）度から宮崎大学教育文化学部附属小学校等、全国の複数個所において「生活科」を本格的に導入して、市内の名所旧跡の調査や地域交流活動などの学習が行われた。
これら15年にわたる実験と成果が、1992年度（平成4年度）の「生活科」正式採用時における学習指導要領に反映されている。

## 学習指導要領（平成10年告示）の内容
3点の指導目標が掲げられている。要約すると
1. 自分と社会（人々や地域）とのかかわり方
2. 自分と自然とのかかわり方
3. 活動・表現技法の習得

である。導入当初には「教科書のない教科」という表現が誤解を生じ、「ただ遊ぶだけの活動」と捉えられた。実際の学習活動では、第3の目標が重要視される。例えば、昭和期の昔遊び活動を行った場合、指導者として老人会の人々を呼び、事前の招待状・事後の感謝状の製作を通じて第3の目標を具現化する。
指導内容は以下の8項目が挙げられている。
- 学校の施設・先生、友達→楽しく安全な遊びや生活・安全な登下校
- 家族・手伝い→自分の役割・規則正しく健康な生活
- 地域の人々・場所→親しみ・適切なコミュニケーション・安全な生活
- 公共物・公共施設→正しい利用
- 自然の観察・行事にかかわる活動→生活の工夫
- 遊びの工夫→楽しい集団遊び
- 飼育・栽培→生き物への親しみ・生命の尊重
- 自分を支える人々・自分の成長→感謝の気持ち・意欲的な生活

主に自分自身と学校・家庭・地域とのかかわり方およびそれらに伴う表現技法の習得が要求される。第1学年と第2学年の境界は取り払われており、学年相互の共同活動の機会が確保されている。典型例としては4月に実施される「学校探検」である。第1学年は「学校施設・職員を知ること」、第2学年は「学校施設・職員を紹介し、1年生を案内すること」を目的とし、同一の活動ながら発達段階に応じた目標を持たせている。

## 学習指導要領（平成20年告示）の内容
前回の改訂では、生活科の内容は8項目で構成されていたが、今回は内容が１つ増え、９項目で構成されている。
1. 学校と生活
2. 家庭と生活
3. 地域と生活
4. 公共物や公共施設の利用
5. 季節の変化と生活
6. 自然や物を使った遊び
7. 動植物の飼育・栽培
8. 生活や出来事の交流
9. 自分の成長

## 学習指導要領（平成29年告示）の内容
生活科は、具体的な活動や体験を通して学ぶとともに、自分との関わりを重視するという生活科の特質を基に、9項目の内容で構成している。
1. 学校と生活
2. 家庭と生活
3. 地域と生活
4. 公共物や公共施設の利用
5. 季節の変化と生活
6. 自然や物を使った遊び
7. 動植物の飼育・栽培
8. 生活や出来事の伝え合い
9. 自分の成長

## 備考
この生活は一般的な小学校だけでなく、他の初等教育を行う学校（特別支援学校の小学部の第1学年および第2学年と、義務教育学校の前期課程の第1学年および第2学年を含む） でも実施されており、特に、特別支援学校のうち知的障害者を教育する特別支援学校の小学部にいたっては学年に関係なく、社会、理科、家庭が設けられておらず、生活をこれらの3教科（社会、理科、家庭）に代わる教科として学習している。